# Terre-de-Bas
Terre-de-Bas, llamada en criollo Tèdébà, es una comuna francesa situada en el departamento de Guadalupe, de la región de Guadalupe. 
El gentilicio francés de sus habitantes es Saintois.

## Situación
La comuna abarca la totalidad de la isla guadalupana de Terre-de-Bas de Les Saintes.

## Barrios y/o aldeas
Grande-Anse, Petite-Anse y los islotes de La Coche y Le Pâté.

## Demografía
| Gráfica de evolución demográfica de Terre-de-Bas entre 1961 y 2013 |
|                                                                    |

Fuente: Insee